# Bounou (Yaba)
Pour les articles homonymes, voir Bounou.
Bounou est un village du département et la commune rurale de Yaba, situé dans la province du Nayala et la région de la Boucle du Mouhoun au Burkina Faso.

## Géographie
Bounou se situe à 9 km au sud-est de Yaba, le chef-lieu du département, et à 10 km au nord-est de Toma, le chef-lieu de la province, et de la route nationale 21.
Historiquement, Bounou a cinq quartiers administrés chacun par un chef de quartier, membre du conseil du village présidé par le chef de terre. Les différents quartiers de Bounou sont : Karkanpiè, Tièmapiè, Kioboépiè, Djonmonnonpiè et Toépiè.

## Économie
Les habitants de Bounou sont en majorité des agriculteurs .Mais la plupart aussi pratiquent aussi la petite élevage ,le jardinage et les cultures de rente comme l'arachide , le sésame et les cultures fruitières surtout les mangues.A l'occasion de la journée du paysan en l'an 200O à Bagre sous le magistère du président Blaise Compaoré un fils du village a été décoré : il s'agit de Ki Yoka Fulgence.

## Santé et éducation
Bounou accueille un centre de santé et de promotion sociale (CSPS) tandis que le centre médical avec antenne chirurgicale (CMA) de la province se trouve à Toma.
Le village dispose de deux écoles primaireset , d'un collège public d'enseignement général (CEG) et d'un collège privé.

## Culture
Bounou est célèbre dans tout le pays San pour les flûtes mystiques de la famille Ki de Tièmapiè. Un festival de flutes s'y déroule régulièrement.
Personnalités liées au Village : Jean-François Kobiane, professeur titulaire, nommé président de l'université Joseph Ki-Zerbo le 1/06/2022.[réf. nécessaire]